# Urano (mitología)

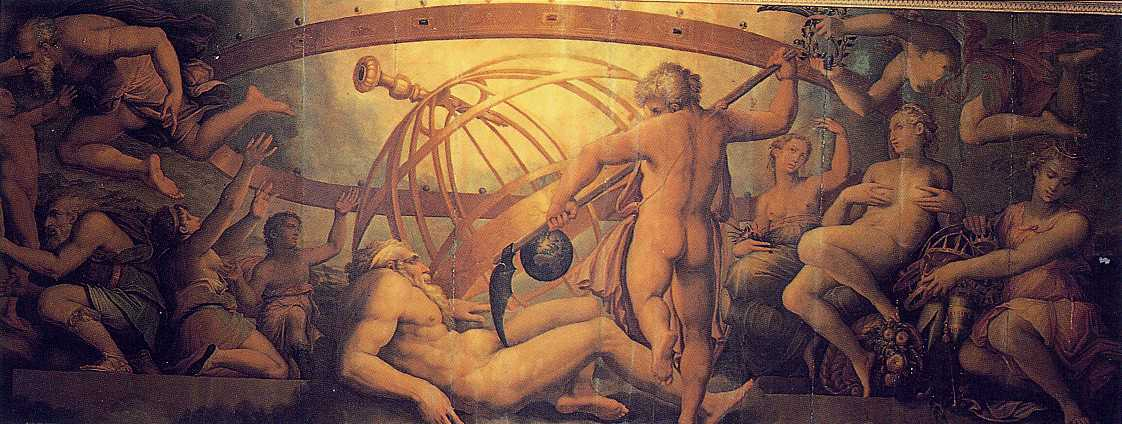
Fresco de Giorgio Vasari y Cristofano Gherardi (ca. 1560): La castración de Urano. Sala di Cosimo I, del Palazzo Vecchio (Florencia).

En la mitología griega, Urano, también escrito Ouranos (en griego antiguo, Οὐρανός; en griego moderno, Ουρανός [Uranós] «(el) Cielo», latinizado como Uranus) es un Dios primordial personificador del cielo. Su equivalente en la mitología romana era Caelus. 
En la griega, Urano era hijo y esposo de Gea, la madre tierra que, según cuenta Hesíodo en la Teogonía, había concebido a Urano por sí misma. Urano y Gea fueron los padres de la primera generación de titanes, así como los ancestros de la mayoría de los dioses griegos; sin embargo, ningún culto específico de Urano sobrevivió en la época clásica. Con todo, Urano podía aparecer en algunas invocaciones solemnes junto a Gea y Estigia.

## Etimología
El étimo más probable es la forma básica reconstruida (no hallada aún en ninguna inscripción) para el protogriego *(F)orsanόj, que se supone podría derivar a su vez del sustantivo *(F)orsό, también reconstruido, en este caso, a través del sánscrito: varsa, «lluvia». La raíz correspondiente en protoindoeuropeo sería la forma igualmente reconstruida (no documentada epigráficamente aún) *ers «humedecer», «gotear» (en sánscrito: varsati, 'llover'). Así, en el caso de que estas hipotéticas deducciones lingüísticas fueran correctas, Urano sería entonces algo así como «(el) lluvia» o «(el) de las lluvias», interpretaciones como «el que fertiliza», se alejan demasiado de lo único que se puede deducir por una palabra, que en el mejor de los casos, si existiese alguna manera de poder verificar las reconstrucciones propuestas y estas resultaran verdaderas, solo significaría "lluvia", sin significado verbal de ninguna clase. Otra etimología posible es «(el) de la/s altura/s» (en sánscrito: vars-man: altura, elevación). De nuevo, interpretaciones como «el que está en la posición más alta», son altamente especulativas y no se corresponden en lo absoluto con lo que se puede deducir de un solo sustantivo. Para tan siquiera proponer tales interpretaciones, es menester que en el nombre se puedan identificar al menos dos elementos, uno sustantival y el otro verbal. También es posible que el nombre derive de la raíz protoindoeuropea *wel («cubrir», «rodear») o *wer («cubrir», «encerrar»). La identificación con el Váruṇa védico, dios del cielo y de las aguas, es incierta.

## Genealogía
Hesíodo afirma en la Teogonía que Gea «alumbró primero al estrellado Urano con sus mismas proporciones, para que la contuviera por todas partes y poder ser así sede siempre segura para los dichosos dioses». En otro poema épico, la Titanomaquia, es presentado como hijo de Éter, el dios de la luz celestial que se encuentra en las partes superiores del mundo. Otros poetas lo refieren como hijo de un tal Acmón («cénit» — de los cielos—, acaso lo mismo que Éter). Según los órficos Urano nació de la unión incestuosa entre Fanes y su propia hija Nix (la Noche). Influido por los filósofos, Cicerón afirma en De natura deorum que Urano era descendiente de los antiguos dioses Éter y Día (Dies, Hemera). Higino también está de acuerdo y añade a Terra (Gea) [la Tierra] y Mare (Talasa) [el Mar] como sus hermanos.
Versiones tardías ofrecen variantes poco usuales. Diodoro narra un curioso mito en que había existido también otro Zeus, el hermano de Urano, que reinaba en Creta y que engendró a los diez curetes. Boccaccio, fuera de la cultura clásica, imaginaba al Cielo como hijo de Demogorgón, añadiendo que otro de sus nombres era Polo (cf. polo). Por su parte el Primer Mitógrafo Vaticano, en un texto corrupto, nos dice que el Cielo nació de la unión entre la antigua Tetis y Ofión, que también se llama Océano.

## Usos de οὐρανός
Como elemento físico, ὁ οὐρανός era el límite superior del cosmos, una suerte de sólido techo del mundo, concebido, ya como broncíneo (χάλκεος), ya como férreo (σιδήρεος). La mayoría de los especialistas piensa que el cielo era concebido como una bóveda, aunque West, comentador de la Teogonía, señala que los domos son poco frecuentes después del periodo micénico y cree que el cielo era pensado como plano y paralelo a la tierra, puesto que la forma de bóveda no permite explicar la necesidad de que Atlas tuviera que mantener una estructura semejante separada de la tierra. En la épica griega es frecuente la calificación de Urano como ἀστερόεντος («estrellado»).
En los poemas homéricos, ὁ οὐρανός es, a veces, la divinidad a la que los héroes invocan, y otras veces es simplemente un nombre alternativo del Olimpo en tanto que hogar colectivo de los dioses, como ocurre al final del libro I de la Ilíada, cuando Tetis surge del mar para suplicar a Zeus: 

[...] saliendo de entre las olas del mar, subió muy de mañana al gran cielo y al Olimpo, y halló al largovidente Cronión sentado aparte [...]
Ilíada, I, 495 y ss.

Dice esto William Sale: 

Ολύμπους se usa casi siempre para ese hogar, pero οὐρανός alude a menudo al cielo natural que hay por encima de nosotros, sin alusión alguna a que los dioses vivieran allí.
Homeric Olympus and its formulae (El Olimpo homérico y las expresiones relacionadas con él).

En la Teogonía de Hesíodo, ὁ Οὐρανός es una divinidad engendrada por Gea, que lo alumbra «con sus mismas proporciones» (ἐγείνατο ἶσον ἑωυτῇ) y a la que luego él desposará. Este acto de alumbramiento asexuado ha sido concebido como una versión cosmogónica del principio cosmológico de la separación del cielo y la tierra a partir de una masa indiferenciada, cuyo duplicado poético es el mito de la castración de Urano. Urano es a la vez consorte de Gea, La unión entre ambos es motivo de frecuente aparición en mitos y rituales. A partir de esa unión, nace un conjunto heterogéneo de divinidades: la primera generación de titanes, los cíclopes y los hecatónquiros.
En el siglo VI, cuando existía una distinción entre Afrodita Urania («celestial») y Afrodita Pandemos («popular»), οὐρανός significaba simplemente la esfera celeste.

## Mitos

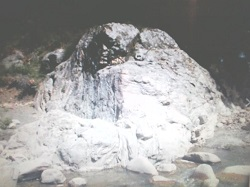
Escultura en Nebrodi origen de mitos como el nacimiento, matrimonio y la castración de Urano

### Teogoníade Hesíodo
En la Teogonía, Hesíodo narra que Urano retenía a sus hijos en el vientre de su madre cuando estaban a punto de nacer. Gea urdió un plan para vengar el ultraje: talló una hoz de pedernal y pidió ayuda a sus hijos. Solo Crono, el menor de ellos, estuvo dispuesto a cumplir con su obligación, emboscó a su padre cuando yacía con su madre, lo castró con la hoz y arrojó los genitales tras él. Al salpicar la sangre, Gea la recogió, y de ella surgieron los gigantes, las erinias y las melias. Los genitales de Urano produjeron una espuma de la que nació Afrodita. Urano vaticinó que los titanes tendrían un castigo justo por su crimen, anticipando la victoria de Zeus sobre Crono.
La Biblioteca mitológica nos dice que «Urano fue el primero que dominó todo el universo». La obra recoge una versión diferente respecto a hesiódica, en la cual Urano arroja a sus primeros hijos (los hecatónquiros y los cíclopes) al Tártaro, y Gea, irritada, persuade al resto de sus hijos (los titanes) para que ataquen a su padre con la hoz. Derrotado Urano, los titanes rescatan a los arrojados en el Tártaro para que aseguren el dominio de Crono. Según la Teogonía y la Biblioteca, Gea y Urano habían vaticinado que Crono sería derrocado por uno de sus propios hijos, y así el titán intentó evitar su destino devorando a su descendencia. Ambos, mediante un engaño, ayudaron a Rea a salvar a Zeus, y este posteriormente liberó a sus hermanos y logró derrocar a su padre.

### Versión de Diodoro Sículo
Diodoro Sículo nos da una versión racionalizante en la que Urano antes fue un hombre mortal y fue deificado post-mortem. Cuentan el mito de los atlantes que primero reinó entre ellos Urano y reunió a los hombres, en el recinto de una ciudad e hizo que sus súbditos abandonaran una vidad sin ley y salvaje, descubriendo conservación de los frutos cultivados. Conquistó la mayor parte del mundo habitado y llegó a ser un observador de los astros y predecía muchas cosas que iban a suceder. Introdujo el año entre las gentes a partir del movimiento del sol y, los meses, a partir de la luna, y les enseñó las estaciones de cada año. Por lo tanto, las multitudes, que desconocían del orden eterno de los astros, supusieron que su introductor participaba de una naturaleza divina y, tras su muerte, lo denominaron «rey del universo». De Urano nacieron cuarenta y cinco hijos de muchas mujeres y, de éstos, dicen que dieciocho son de Titea y, aunque tiene un nombre particular cada uno, a todos se les denomina en común titanes por su madre. También su esposa Titea (Titaía) era mortal, y más tarde fue deificada como Gea. También nacieron hijas pero entre ellas destacan dos, «Basilea (Tea), y Rea, la denominada por algunos Pandora». Después del fallecimiento de Hiperión, su primogénito, cuentan que se dividieron el reino los hijos de Urano, los más ilustres de los cuales eran Atlas y Crono.

### Mitologías del Antiguo Oriente Próximo
El mito de la creación hurrita es similar al griego. En la religión hurrita, Anu es el dios del cielo. Su hijo Kumarbi le cortó los genitales y vomitó tres divinidades, a una de las cuales, Teshub, desposaría después. En la mitología sumeria, y luego en la asiria y en la babilónica, Anu es el dios del cielo y representa la ley y el orden. Es posible que Urano fuese, en un principio, una divinidad indoeuropea, identificable con el Váruṇa védico, el supremo guardador del orden que luego se convirtió en el dios de los océanos y de los ríos, tal como sugirió Georges Dumézil siguiendo la obra de Émile Durkheim Las formas elementales de la vida religiosa (Les formes elementaires du vie religieuse, 1912). Otra posibilidad es que el dios supremo iraní Ahura Mazda sea un desarrollo del indoiraní *Vouruna-*Mitra. Esta divinidad tiene las mismas cualidades de Mitra, la divinidad de la lluvia. Sanjuniatón dice que, en la mitología fenicia, Urano y Gea eran hermanos e hijos de Elión Hipsisto y que de ambos nacieron Ilo —quien es llamado Crono—, Betilo, Dagón y Atlas. Estos mitos antiguos de orígenes remotos no tenían reflejo en los cultos de los helenos. La función de Urano es la de dios derrotado de una época pasada, antes de que el tiempo real empezase. Tras su castración, el Cielo no volvió a acudir a cubrir la Tierra por la noche, sino que ocupó su lugar, y «los padres originales llegaron a su fin».

## Descendencia y consortes
| Consorte | Uránidas |
| -------- | --- |
| Gea      | - Titanes. «Luego, acostada con Urano, Gea alumbró a Océano de profundas corrientes, a Ceo, a Crío, a Hiperión, a Jápeto, a Tea, a Rea, a Temis, a Mnemósine, a Febe de áurea corona y a la amable Tetis. Después de ellos nació el más joven, Crono, de mente retorcida». A estos dioses su padre, el poderoso Urano, les dio el nombre de titanes, aplicando tal insulto a los hijos que él mismo engendró. Autores posteriores añaden a la lista a Dione, a Forcis, a Atlas y además también, de manera implícita, a Titán. - Cíclopes. «Y parió Gea además a los cíclopes de soberbio espíritu: a Brontes, a Estéropes y al violento Arges, que regalaron a Zeus el trueno y le fabricaron el rayo». - Hecatónquiros. «Y después, de Gea y Urano nacieron otros tres hijos enormes y violentos cuyo nombre no debe pronunciarse: Coto, Briáreo y Giges, monstruosos engendros. Cien brazos informes salían agitadamente de sus hombros y a cada uno le nacían cincuenta cabezas de los hombros». Apolodoro dice que nacieron en primer lugar los Hecatónquiros (siendo el primer autor en denominarlos así), llamados Briáreo, Gíes y Coto. Homero especifica que Egeón es el nombre al que se refieren los dioses pero los hombres lo llaman Briareo; sea como fuere es el más poderoso de entre los hijos de Urano. - Moiras. Según los órficos Cloto, Láquesis y Átropo son hermanas de los Hecatónquiros y los Cíclopes. - Gigantes. Gea, irritada a causa de los titanes, procrea con Urano a los gigantes: insuperables por su tamaño e invencibles por su fuerza, mostraban temible aspecto, con espesa pelambre pendiente de la cabeza y el mentón, y escamas de dragón como pies. Se mencionan de manera individual a Porfirión, Alcioneo, Efialtes, Éurito, Clitio, Mimante, Encélado, Palante, Polibotes, Hipólito, Gratión, Agrio y Toante. - Musas. Se dice que las «primeras» musas también nacieron de Urano y Gea. Estas eran tres: Mélete, Mneme y Aede; o bien cuatro en número: Mélete, Aede, Arque y Telxínoe. - (Tras la castración de Urano). «Pues cuantas gotas de sangre salpicaron, todas las recogió Gea. Y al completarse un año, dio a luz a las poderosas erinias, a los altos gigantes de resplandecientes armas, que sostienen en su mano largas lanzas, y a las ninfas que llaman melias sobre la tierra ilimitada». Hesíodo no individualiza a ninguna de estas estirpes pero Apolodoro sí individualiza a las erinias, llamándolas Alecto, Tisífone y Megera. Otros autores posteriores dicen que de esta unión también nacieron los telquines, llamados Acteo, Megalesio, Ormeno y Licto. También se dice que el pueblo de los feacios nació de esta manera. - (Otras deidades individuales). Fuera de los textos cosmogónicos se dice que Urano y Gea fueron padres de otras criaturas. Safo dice que de esta unión nació Eros, el Amor; Simónides refiere a Etna; Epiménides a Pan; Baquílides a Aristeo y Estéfano de Bizancio a Evónimo. |
| Nix      | Eurípides identifica a Lisa (Λύσσα), la personificación de la Demencia o el Furor, como la «hija de nobles padres, de la sangre de Urano y de Noche». |
| Talasa   | Una versión posterior nos dice que Talasa (personificación femenina del mar) había sido la madre de Afrodita (Afrodita Urania) con Urano, pero no de manera convencional, pues nació cuando Crono castró a Urano y sus genitales cayeron al mar, fertilizando a las aguas marinas en el proceso. |
| Hestia   | Para Evémero la esposa de Urano fue Hestia e hijos concebidos de esta unión fueron Titán, Crono, Deméter y Rea. |
| Clímene  | Prometeo. |
| Hemera   | Cicerón en su Sobre la naturaleza de los dioses, cita al menos a dos dioses romanos nacidos del Cielo (Caelus) y el Día (Dies), a saber: Mercurio (Hermes) y también Venus (Afrodita). |
| s/o      | - Calímaco dice que Evante, una hija de Urano, es la misma que Eurínome, quien le dio a Zeus a las gracias. - Estéfano de Bizancio dice que Calidno, otro hijo de Urano, fue el primer rey de Tebas. - Cicerón dice que al menos Caelus engendró al segundo Júpiter (Zeus) y al primer Vulcano (Hefesto). |

## Urano y Váruṇa
Georges Dumézil hizo una cauta defensa de la identificación de Urano con el Váruṇa védico del nivel cultural indoeuropeo más primitivo. La identificación de Dumézil de elementos míticos compartidos por las dos deidades se basaba en gran medida en interpretaciones lingüísticas, pero no proponía un origen común, como entendieron Robert Graves y otros. La identificación del nombre Ouranos con el hindú Varuna, basada en parte en una raíz protoindoeuropea propuesta: *-ŭer, con el significado de «atar» (Varuna ata a los malvados, Urano ata a los Cíclopes) es ampliamente rechazada por quienes encuentran más probable la etimología del protogriego *worsanos, de la raíz protoindoeuropea *wers, «humedecer», «gotear» (referido a la lluvia). Sin embargo, para que el no documentado aún epigráficamente (y por ello tan solo reconstruido o inferido) término *worsanos pueda ser relacionado con uranos (ouranós), hay que asumir varios cambios internos bastante complejos como metátesis de la /a/, que cambiaría su posición de vocal de apoyo de la sibilante hacia la rótica anterior, y, además, hay que asumir elisión (eliminación) de la misma sibilante (/s/). Demasiada complejidad no solo hace inverosímil la propuesta, sino que se aleja considerablemente de la 'lex parsimoniae' o principio de la Navaja de Ockham. La hipótesis se ha mantenido no por ser la más probable o mejor, sino porque prácticamente solo ha tenido una propuesta competidora (ŭer- «atar»), que aún siendo menos compleja y más cercana al principio de la Navaja de Ockham, no ha tenido tanta suerte.